# Stichting Zweefvliegers Terlet
De Stichting Zweefvliegers Terlet (afgekort SZT) werd opgericht in 1999 om het operationele vliegbedrijf van het Nationaal Zweefvliegcentrum voort te zetten. De SZT stelde zich ten doel om een zevendaags zweefvliegbedrijf te organiseren voor haar eigen deelnemers (450-500) en alle Nederlandse zweefvliegers. De vliegoperaties werden uitgevoerd onder de werknaam Nationaal Zweefvliegcentrum Terlet.
Sinds 2008 was er een conflict met de "Stichting Nationaal Zweefvliegcentrum Terlet" (de verhuurder van vliegveld, hangar en kantoor). Er zijn enkele rechtszaken geweest tussen de SNZT en de SZT. De SZT heeft deze verloren. Daarbij was de financiële toestand dermate slecht dat er inbeslagname (Rabobank) van startmateriaal en vloot is geweest. Op 4 mei 2011 liet het bestuur van de SZT weten op korte termijn faillissement aan te zullen vragen. Op 25 juli 2011 is de SZT door de rechtbank te Arnhem failliet verklaard. De overige zweefvliegclubs, waaronder "De Gelderse Zweefvliegclub", zetten een deel van de activiteiten voort. Op 8 december 2011 heeft de veiling van de materialen plaatsgevonden.